# Кроа (Територија Белфор)
Кроа (фр. Croix) је насељено место у Француској у региону Франш-Конте, у департману Територија Белфор.
По подацима из 2011. године у општини је живело 163 становника, а густина насељености је износила 30,13 становника/km².

## Демографија
| 1962. | 1968. | 1975. | 1982. | 1990. | 2011. |
| ----- | ----- | ----- | ----- | ----- | ----- |
| 152   | 136   | 121   | 112   | 122   | 163   |